# Chez Léon
Chez Léon is een restaurant in de Beenhouwersstraat te Brussel. Het is gespecialiseerd in friet met mosselen en is qua oppervlakte en aantal klanten het grootste restaurant in België.

## Geschiedenis
Léon Vanlancker opende in 1867 in de buurt van de Brusselse Grote Markt een klein restaurant genaamd "A la Ville d'Anvers". In 1893 verhuisde hij naar de Beenhouwersstraat nummer 18 en opende daar "Friture Léon". De zaak groeide gestaag en beslaat nu 9 panden waar dagelijks meer dan 1.000 klanten bediend worden. Ze behoort tot de Groupe Vanlancker 1893, een naamloze vennootschap die nog steeds door de familie Vanlancker wordt geleid. Chez Léon heeft een eigen bier, gebrouwen door de Brasserie St-Feuillien, dat enkel in de Beenhouwersstraat verkrijgbaar is.
In 1989 opende de toenmalige bedrijfsleider Rudy Vanlancker een eerste buitenlands restaurant "Léon" in Parijs. Hieruit groeide de restaurantketen "Léon de Bruxelles".